# Saarajoki (vattendrag, lat 65,93, long 24,57)
Saarajoki är ett vattendrag i Finland.   Det ligger i landskapet Lappland, i den norra delen av landet, 600 km norr om huvudstaden Helsingfors.